# Lorraine Crosby
Lorraine Crosby, född 1960,  är en brittisk sångare och låtskrivare, även känd under artistnamnet Mrs. Loud, född  27 november 1960 i Walker, Newcastle upon Tyne. Hon är kanske mest känd för duetten "I'd Do Anything for Love (but I Won't Do That)" med Meat Loaf, på dennes album Bat Out of Hell II: Back Into Hell från 1993.
1995 blev Crosby aktuell för att vara en av bakgrundssångarna på Bonnie Tylers studioalbum Free Spirit, för att sedan sjunga en duett med Bonnie på hennes 15:e studioalbum Wings från 2005. Låten heter "I'll Stand By You" och är specialskriven av Stuart Emerson och handlar om vänskapen mellan de två sångerskorna.

## Diskografi
Studioalbum
- 2008 – Mrs Loud